# Vaughanininae
Vaughanininae es una subfamilia de foraminíferos bentónicos de la familia Pseudorbitoididae y de la superfamilia Rotalioidea, del suborden Rotaliina y del orden Rotaliida. Su rango cronoestratigráfico abarca desde el Campaniense hasta el Maastrichtiense (Cretácico superior).

## Clasificación
Vaughanininae incluye a las siguientes subfamilias y géneros:
- Aktinorbitoides †
- Ctenorbitoides †
- Vaughanina †